# SAP Open 2013
SAP Open 2013 byl tenisový turnaj pořádaný jako součást mužského okruhu ATP World Tour, který se hrál v hale HP Pavilion na krytých dvorcích s tvrdým povrchem. Konal se mezi 11. až 17. únorem 2013 v kalifornském San José jako 124. ročník turnaje.
Turnaj s rozpočtem 623 700 dolarů patřil do kategorie ATP World Tour 250. Nejvýše nasazeným hráčem ve dvouhře byla kanadská světová třináctka Milos Raonic, která turnaj vyhrála.

## Mužská dvouhra

### Nasazení
| Stát          | Hráč              | ATP1) | Nasazení |
| ------------- | ----------------- | ----- | -------- |
| Kanada        | Milos Raonic      | 13.   | 1.       |
| Spojené státy | John Isner        | 16.   | 2.       |
| Spojené státy | Sam Querrey       | 20.   | 3.       |
| Německo       | Tommy Haas        | 22.   | 4.       |
| Španělsko     | Fernando Verdasco | 24.   | 5.       |
| Uzbekistán    | Denis Istomin     | 46.   | 6.       |
| Austrálie     | Marinko Matosevic | 49.   | 7.       |
| Brazílie      | Xavier Malisse    | 51.   | 8.       |

- 1) Žebříček ATP ke 4. únoru 2013.

### Jiné formy účasti
Následující hráči obdrželi divokou kartu do hlavní soutěže:
- Steve Johnson
- Bradley Klahn
- Jack Sock

Následující hráči postoupili z kvalifikace:
- Rik de Voest
- Tim Smyczek
- Ryan Sweeting
- Donald Young

### Odhlášení
- Kevin Anderson (poranění lokte)
- Brian Baker (poranění kolena)
- Alexandr Dolgopolov (poranění hlezna)
- Mardy Fish (srdeční problémy)
- Feliciano López (poranění zápěstí)

## Mužská čtyřhra

### Nasazení
| Stát          | Hráč              | Stát          | Hráč              | ATP1) | Nasazení |
| ------------- | ----------------- | ------------- | ----------------- | ----- | -------- |
| Spojené státy | Bob Bryan         | Spojené státy | Mike Bryan        | 3.    | 1.       |
| Španělsko     | David Marrero     | Španělsko     | Fernando Verdasco | 45.   | 2.       |
| Mexiko        | Santiago González | Spojené státy | Scott Lipsky      | 67.   | 3.       |
| Belgie        | Xavier Malisse.   | Německo       | Frank Moser       | 124.  | 4.       |

- 1) Žebříček ATP ke 4. únoru 2013; číslo je součtem umístění obou členů páru.

### Jiné formy účasti
Následující páry obdržely divokou kartu do hlavní soutěže:
- Lleyton Hewitt /  Marinko Matosevic
- Steve Johnson /  Jack Sock

Následující pár do hlavní soutěže nastoupil z pozice náhradníka:
- Matthew Ebden /  Michael Russell

### Odhlášení
- Sam Querrey (soukromé důvody)

## Přehled finále

### Mužská dvouhra
- Milos Raonic vs.  Tommy Haas, 6–4, 6–3

### Mužská čtyřhra
- Xavier Malisse /  Frank Moser vs.  Lleyton Hewitt /  Marinko Matosevic, 6–0, 6–7(5–7), [10–4]